# Шорсола
 Шорсола  — деревня в Куженерском районе Республики Марий Эл. Административный центр Шорсолинского сельского поселения.

## География
Находится в северо-восточной части республики Марий Эл на расстоянии приблизительно 9 км на восток от районного центра поселка Куженер.

## История
Известна с 1831 года, когда в деревне было 7 дворов, где проживали 69 марийцев. В 1874 году в деревне было 26 дворов и 155 жителей, в 1932 году 233 жителя, в 1943 году 42 двора и 134 человека, в 1960 году 43 двора и 183 жителя. В 1970-х годах в деревне были построены пункт технического обслуживания, комплекс крупного рогатого скота, сушильный ток, средняя школа. В советское время работали колхозы «Йорло вий», имени М. Калинина и совхоз «Маяк».

## Население
Население составляло 387 человек (мари 99 %) в 2002 году, 397 в 2010.